# Municipio de Washington (condado de Taylor)
Washington Township es una subdivisión territorial del condado de Taylor, Iowa, Estados Unidos. Según el censo de 2020, tiene una población de 298 habitantes.
Es una subdivisión exclusivamente geográfica, por cuanto el estado de Iowa no utiliza la herramienta de los townships como municipios.

## Geografía
Está ubicada en las coordenadas 40°45′59″N 94°45′55″O / 40.76639, -94.76528. Según la Oficina del Censo, tiene una superficie total de 92.45 km², de los cuales 92.02 km² corresponden a tierra firme y 0.43 km² están cubiertos de agua.

## Demografía
Según el censo de 2020, hay 298 personas residiendo en la zona. La densidad de población es de 3.24 hab./km². El 93.62 % de los habitantes son blancos, el 3.36 % son amerindios, el 0.34 % es de otra raza y el 2.68% son de una mezcla de razas. Del total de la población, el 0.67 % son hispanos o latinos de cualquier raza.